# Serge Daney
Serge Daney (* 4. Juni 1944 in Paris; † 12. Juni 1992 in Paris) war ein französischer Filmkritiker.

## Leben
Serge Daney wuchs als „Halbwaise“ bei seiner Mutter auf. Ende der 1950er / Anfang der 1960er Jahre besuchte er das Pariser Lycée Voltaire. Während seiner letzten Schuljahre nahm er an den Kursen des dort als Dozent tätigen Henri Agel teil. Agel selbst lehrte außerdem an Filmhochschulen und war Autor diverser Filmzeitschriften. Daney gehörte zu einer Gruppe von Schülern, deren cinéphiles Interesse in Agels Kursen geweckt wurde. Er erinnerte sich später, dort zum ersten Mal Filme wie Georges Franjus Le sang des bêtes (Das Blut der Tiere) oder Alain Resnais’ Nuit et brouillard (Nacht und Nebel) gesehen zu haben.
Seit 1964 veröffentlichte Daney sporadisch Filmkritiken in den monatlich erscheinenden Cahiers du cinéma; unterbrochen wurde die Mitarbeit einige Male durch lange Auslandsreisen. Ab 1973 leitete er die Zeitschrift gemeinsam mit Serge Toubiana. 1981 wechselte er zur Tageszeitung Libération, wo er sich neben Filmbesprechungen auch stärker anderen tagesaktuellen Themen zuwandte. Quantitativ waren die 1980er Jahre Daneys produktivste Zeit. Allein die Texte aus diesem Jahrzehnt füllen zwei der vier Bände der posthum herausgegebenen Sammlung La Maison cinéma et le monde, zusammen fast 2000 Seiten.
Ende 1991 gründete er – gemeinsam mit Raymond Bellour, Jean-Claude Biette, Sylvie Pierre und Patrice Rollet – die „Revue de cinéma“ TRAFIC.
Serge Daney starb im Alter von 48 Jahren an den Folgen einer AIDS-Erkrankung.

## Schriften (Auswahl von Texten in deutscher Übersetzung)
- Im Verborgenen: Kino, Reisen, Kritik. Aus dem Französischen von Johannes Beringer. PVS Verleger, Wien 2000, ISBN 978-3-901196-40-9. – Übersetzung des unter dem Titel Persévérance erschienenen Gesprächs von Serge Toubiana mit Daney.
- Die Aktualität von Rohmer und [Besprechung von Éric Rohmers Film] Vollmondnächte. Aus dem Französischen von Johannes Beringer. In: Retrospektive Eric Rohmer. Viennale 2010, Schüren Verlag, Marburg 2010, ISBN 978-3-89472-699-7.
- Von der Welt ins Bild – Augenzeugenberichte eines Cinephilen. Herausgegeben von Christa Blümlinger. Aus dem Französischen von Christa Blümlinger, Dieter Hornig, Silvia Ronelt. Vorwerk 8, Berlin 2016, ISBN 978-3-930916-26-9. – Sammlung von Texten aus den Jahren 1976 bis 1992.

## Filmographie (Auswahl)
- 1988–1997: Jean-Luc Godard: Geschichte(n) des Kinos – 2(a) Allein das Kino (Histoire(s) du cinéma – Seul le cinéma). – Darin Ausschnitte aus einem Gespräch von Daney mit Godard.
- 1990: Claire Denis: Jacques Rivette, le veilleur. – Langes Gespräch von Daney mit Rivette.